# Măng chua
Măng chua hay măng muối chua là sản phẩm muối chua từ măng của các loài tre như tre mỡ (danh pháp khoa học: Bambusa vulgaris) cùng với một số nguyên liệu khác như ớt, tỏi, hạt dổi...

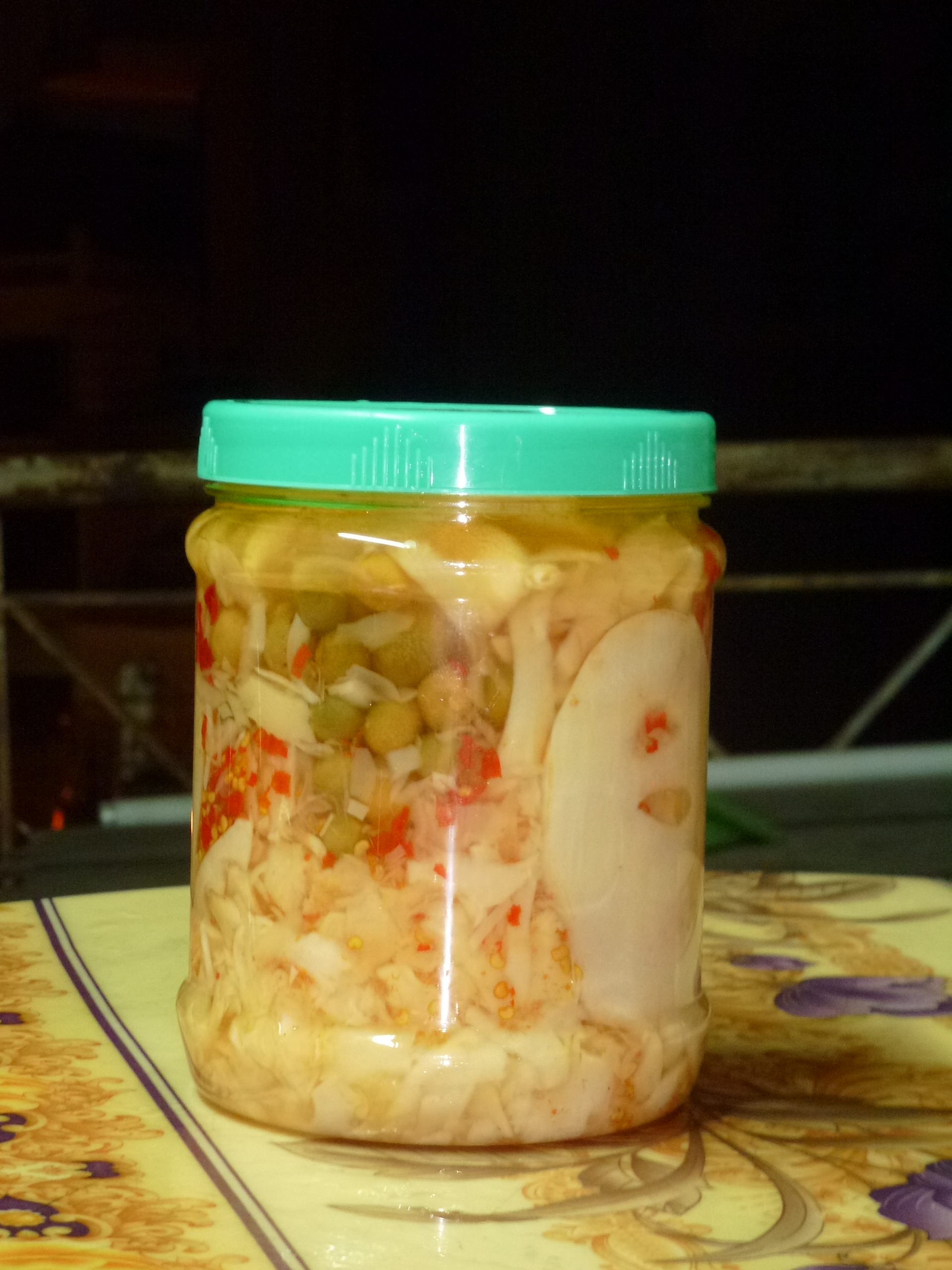
Măng chua ngâm quả móc mật tại Lạng Sơn, Việt Nam

Măng chua là sản phẩm ẩm thực đặc trưng ở miền Bắc Việt Nam.
Măng chua chủ yếu được làm từ măng tre. Ngoài ra, các loại măng bương, nứa, sặt, trúc cũng có thể là nguyên liệu để chế biến măng chua. Để làm măng chua thì tốt nhất là dùng măng củ, nhưng cũng có thể dùng măng dóng.
Hệ vi sinh vật có trong măng chua rất đa dạng, bao gồm Lactobacillus chiếm ưu thế (L. cellubiosus, L. plantarum, L. fermentum, L. brevis, L. mesenteroides), bên cạnh đó là rất nhiều loài vi khuẩn lactic (LAB) khác như Pediococcuspentasaceous, , Lactococcus lactis, Enterococcus faecium... Các vi sinh vật này ngoài việc giúp cung cấp dinh dưỡng, còn giúp khôi phục sự cân bằng hệ vi sinh tự nhiên trong cơ thể người. Nhóm LAB có vai trò thiết yếu trong khả năng lên men và bảo quản sinh học của măng chua.

## Chế biến
Đầu tiên, măng được rửa sạch, nếu là măng dóng thì rửa sạch cả lớp phấn trong lòng cây măng và để ráo nước rồi thái mỏng hoặc đập dập, cũng có thể nạo thành sợi nhỏ. . Sau đó măng được lèn kỹ vào các chum và bịt kín, để nơi thoáng mát, tránh ánh nắng mặt trời. Khoảng 2 đến 3 ngày giở ra lèn kỹ lại. Sau khoảng môt tuần, măng có mùi thơm và vị chua là ăn được.